# Samir Amin
Samir Amin, arab. ‏سمير أمين‎ (ur. 3 października 1931 w Kairze, zm. 12 sierpnia 2018 w Paryżu) – egipski ekonomista, przedstawiciel szeroko rozumianego marksizmu. Zajmował się teorią systemu światowego, nierównomiernego rozwoju i kapitalizmu peryferyjnego, krytyką eurocentryzmu i globalizacji neoliberalnej. Autor wielu prac wydanych na całym świecie (w Polsce m.in.  Zmurszały kapitalizm, wyd. Dialog, Warszawa 2004; Wirus liberalizmu, Instytut Wydawniczy Książka i Prasa, Warszawa 2007). Mieszkał w Dakarze.